# Avoca (Indiana)
Pour les articles homonymes, voir Avoca.
Avoca est une census-designated place située dans le comté de Lawrence, dans l’État de l'Indiana, aux États-Unis. Lors du recensement de 2020, elle compte 545 habitants.